# Транспорт в Московской области

Логотип транспортной системы Подмосковья с начала 2020-х годов

Транспорт Московской области — одна из важнейших отраслей экономики региона. Общественный транспорт Московской области представлен междугородными и внутригородскими транспортными системами. Междугородные перевозки осуществляются электропоездами (на небольших неэлектрифицированных участках — дизель-поездами) и автобусами, для внутригородских перевозок обычно используются автобусы, в некоторых городах — троллейбусы, трамваи, электропоезда. Пересадочными узлами служат обычно районные центры и крупные железнодорожные станции.

## Железнодорожный транспорт
На территории Московской области действуют 11 основных радиальных направлений с рядом ответвлений от них; кольцевая линия, почти полностью находящаяся в Московской области — Большое кольцо Московской железной дороги, пересекающая все 11 направлений с возможностью пересадки; одна хордовая линия Мытищи — Фрязево Ярославского направления, примыкающая к Горьковскому.
10 из радиальных направлений принадлежат к Московской железной дороге: Горьковское, Казанское,  Киевское, Курское, Павелецкое, Рижское, Рязанское, Савёловское, Смоленское (Белорусское), Ярославское. Ленинградское направление относится к Октябрьской железной дороге, к ней же принадлежит участок Рижского направления после станции Шаховская. Единственный участок  Горьковской железной дороги на территории Московской области расположен восточнее станции Черусти c одной платформой Струя.
Узловыми станциями в области на радиальных направлениях являются следующие: Мытищи (хордовая линия на Фрязево), Софрино (линия на Красноармейск), Реутово (линия на Балашиху), Фрязево (хордовая линия на Мытищи и линия на Захарово), Павловский Посад (линия на Электрогорск), Кривандино (линия на Рязановку), Домодедово (линия на Аэропорт Домодедово), Ожерелье (радиальная линия на Узловую I и далее), Голутвин (линия на Озёры), Лесной Городок (линия на Аэропорт Внуково), Ромашково (линии на Усово и Рублёво), Голицыно (линия на Звенигород), Решетниково (линия на Конаково), Вербилки (линия на Дубну), а также станции пересечения с Большим кольцом МЖД: Орехово-Зуево, Куровская, Воскресенск, Михнево, Жилёво, Столбовая, Кубинка-1, Манихино-1 и Манихино-2, Поварово-1 и Поварово-3, Икша, Яхрома, Дмитров. Также от линии Мытищи — Фрязево в Болшево есть ответвление на Фрязино. Прямые электропоезда из Москвы следуют по всем перечисленным маршрутам, кроме линий Узловая — Ожерелье, Кривандино — Рязановка, Голутвин — Озёры, Рижского направления после Шаховской, Казанского направления после Черустей и Павелецкого направления после Узунова. 
Большое кольцо МЖД находится в Московской области почти полностью, за исключением северо-восточного и юго-западного участков. В основном движение по нему осуществляется автономными электропоездами, не заходящими на радиальные направления, но есть и «прямые» электропоезда с некоторых радиальных направлений.
Ветки от Мытищ на Пирогово, от Нахабино на Павловскую Слободу — были ликвидированы. Ветка от Люберец до Дзержинского используется только для грузового движения на всем протяжении железнодорожного полотна. По веткам от Клина на Высоковск и от Луховиц на Зарайск было прекращено пассажирское сообщение.
Действуют маршруты-экспрессы, связывающие города области с Москвой: от Курского вокзала на Орехово-Зуево с остановками в Железнодорожном и Павловском Посаде — 1 пара в день, от Курского вокзала до Черни с остановкой в Серпухове — 1 пара в день, от Казанского вокзала на Рязань с остановками в Воскресенске, Коломне и Луховицах — 3 пары в день, от Ленинградского вокзала до Твери с остановками в Зеленограде и Клину — 1 пара в день, от Савёловского вокзала до Дубны с остановкой в Дмитрове — 3 пары в день, до Лобни — 14 пар в день, от Ярославского вокзала до Пушкино и Болшево — 40 пар по рабочим дням с остановками в Мытищах, до Сергиева Посада с остановкой в Пушкино — 3 пары в день, до Ярославля с остановкой в Сергиевом Посаде — 2 пары в день. Кроме того, существуют аэроэкспрессы в аэропорты Внуково, Домодедово и Шереметьево.
Неэлектрифицированные участки: Рижское направление после Шаховской, линия от Ожерелья на Узловую, от Голутвина на Озёры, от Кривандина на Рязановку. На трёх первых участках эксплуатируются дизель-поезда, на последнем — рельсовый автобус.

## Дорожная сеть

Карта автомобильных дорог федерального значения в Москве и Московской области.

В Московской области находятся головные участки нескольких автомобильных дорог федерального значения:
- М1 E 30 AH6Беларусь
- М2 E 105 Крым
- М3 E 101 Украина
- М4 E 115 E 50 E 592 E 97Дон
- М5 E 30 AH6 AH7 Урал
- М6 E 119 E 40 AH8 Каспий
- М7 E 22 E 017 Волга
- М8 E 115 Холмогоры
- М9 E 22 Балтия
- М10 E 105 AH8 Россия
- М11 Нева

Среди других значительных дорог:
- Можайское шоссе А100 Москва — Уваровка
- Щёлковское шоссе А103 Москва — пос. Чкаловский — Черноголовка
- Дмитровское шоссе А104 Москва — Дубна
- Московское малое кольцо А107
- Московское большое кольцо А108
- Волоколамское шоссе Москва — Красногорск — Нахабино — Истра — Волоколамск
- Егорьевское шоссе Р105 Москва — Касимов Р124
- Пятницкое шоссе Р111 Москва — Солнечногорск
- Рогачёвское шоссе Р113 Лобня — Рогачёво
- Носовихинское шоссе Москва — Ликино-Дулёво
- Варшавское шоссе Москва — Подольск — Обнинск — Рославль
- Боровское шоссе Москва — Внуково
- Рублёво-Успенское шоссе А105
- Ильинское шоссе
- Дзержинское шоссе Дзержинский — Котельники — Новорязанское шоссе
- Осташковское шоссе Москва-Мытищи

Протяженность сети автомобильных дорог общего пользования регионального или межмуниципального значения в Московской области составляет 14270,716 км.

## Автобус
Основной оператор автобусной сети в Московской области — АО «Мострансавто». Часть маршрутов обслуживает ГУП «Мосгортранс». Также в области действует целый ряд частных перевозчиков, основу парка которых составляют микроавтобусы (маршрутные такси) — большинство из них частично или полностью дублируют маршруты двух предприятий, но есть и уникальные маршруты.
Основная доля перевозок приходится на пригородные маршруты. Значительная часть из них связывает города Подмосковья с Москвой. У станции метро «Щёлковская» находится центральный автовокзал Москвы.
В основном на один район Московской области приходится один филиал «Мострансавто» (МАП) со своей обособленной нумерацией.
Кроме автобусов, часто работают городские и пригородные маршрутные такси по автобусным маршрутам, а также по своим, иногда охватывая районы, куда не заезжают автобусы.

## Троллейбус
Троллейбусные системы действуют в трёх городах Московской области: Химках (с 1997 года), Видном (с 2000 года), Подольске (с 2001 года).
- В г. Химки три троллейбусных маршрута, два из которых пересекают границу Москвы и имеют конечную остановку у станции метро «Планерная». Протяжённость маршрутой сети составляет 17,4 км[4].
- В г. Видное действуют четыре маршрута, протяжённость линий 36 км[5].
- В г. Подольске действуют шесть маршрутов[6].

## Трамвай
В Подмосковье трамвайная система в настоящее время существует только в Коломне (с 1948 года). Действуют 10 маршрутов, общая протяжённость сети 19,4 км (более 40 км в однопутном исчислении). Старейший в Подмосковье трамвай в Ногинске (однопутная линия длиной 11,3 км) работал с 1924 по 2016 год.

## Метрополитен
Большинство пригородных автобусных маршрутов Москвы связывают область со станциями метрополитена Москвы. При этом к 2010-м годам сеть метрополитена вышла за пределы Москвы в Московскую область: 
- станция «Мякинино» Арбатско-Покровской линии расположена в городе Красногорск.
- станция «Котельники» Таганско-Краснопресненской линии расположена в городе Котельники, и имеет выходы в московский район Выхино-Жулебино и город Люберцы.
- станция «Новокосино» Калининско-Солнцевской линии имеет выходы на Южную улицу в городе Реутов.